# Ilisha kampeni
Ilisha kampeni är en fiskart som först beskrevs av Weber och De Beaufort, 1913.  Ilisha kampeni ingår i släktet Ilisha och familjen Pristigasteridae. Inga underarter finns listade i Catalogue of Life.